# Ruska Ludowa Republika Łemków

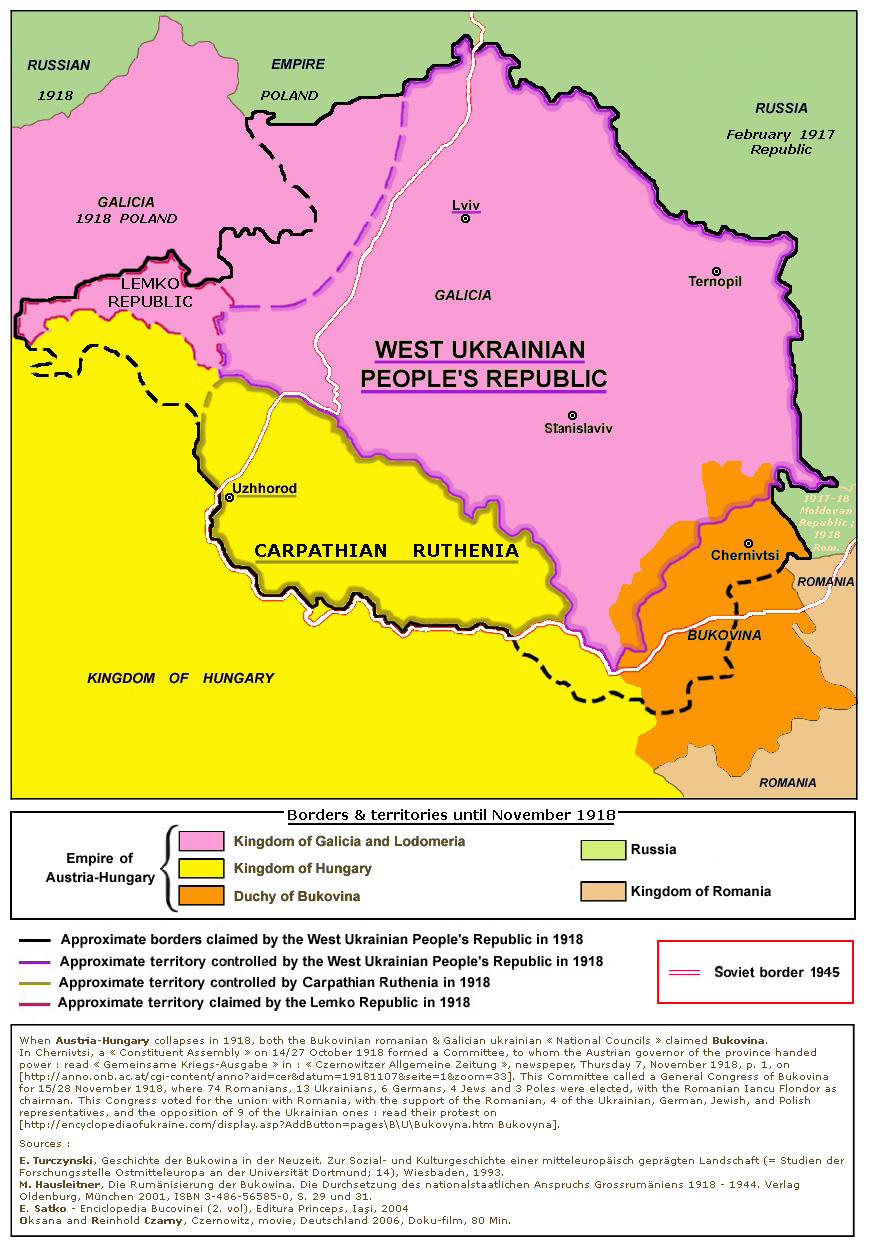
Ruska Ludowa Republika Łemków na mapie pogranicza polsko-ukraińskiego w 1918 r.

Ruska Ludowa Republika Łemków – niewielkie państwo łemkowskie utworzone w wyniku rozpadu Austro-Węgier.
Istnienie republiki proklamowano 5 grudnia 1918 r. we Florynce. W skład Republiki weszły: Ruska Rada w Gładyszowie, Powiatowa Ruska Rada (powołana w Śnietnicy dla powiatu grybowskiego), Ruska Rada w Krynicy (dla powiatów nowosądeckiego i nowotarskiego), Powiatowa Ruska Rada w Sanoku (pod przewodnictwem dr. Aleksandra Sawiuka). Powołano Radę Zwierzchnią Łemkowskiej Rusi (Naczelną Radę Łemkowszczyzny), której przewodniczącym został ks. Mychajło Jurczakewycz, a sekretarzem dr Dmytro Sobyn z Bartnego. 
Władze republiki były nastawione prorosyjsko. Odmawiano podpisania unii z Zachodnioukraińską Republiką Ludową (odmienne stanowisko przyjęła w listopadzie 1918 r. Republika Komańczańska, powołana na wschodniej Łemkowszczyźnie również przez Łemków). Na konferencji paryskiej delegacja łemkowska (ks. Mychajło Jurczakewycz, dr Aleksander Cichański oraz dr Jarosław Kaczmarczyk) domagała się przyłączenia republiki do Czechosłowacji na zasadzie autonomii. 
26 grudnia 1918 kilkudziesięciu działaczy przyjęło deklarację niepodległości, której treść brzmiała: "Czujemy się i uznajemy się już od tej pory obywatelami jednego, wielkiego Państwa Ruskiego, nie uznajemy na naszej ziemi żadnej węgierskiej, polskiej, habsbursko-ukraińskiej i w ogóle jakiejkolwiek cudzej władzy, protestujemy przeciwko imperialistycznym zapędom innych narodów względem naszej ziemi i oczekujemy, że zwycięskie państwa koalicyjne (...) już w nieodległym czasie dadzą ruskiemu narodowi Przykarpacia (...) możliwość uwolnienia się od sięgających po jego ziemię zachłannych sąsiadów i stać się prawdziwym gospodarzem swojej ziemi".
12 marca 1920 we Florynce powstał Komitet Wykonawczy (pełnił rolę rządu), którego przewodniczącym został dr Jarosław Kaczmarczyk. Ministrem rolnictwa został Mykoła Gromosiak, Łemko z Krynicy Wsi, a ministrem spraw wewnętrznych o. Dmytro Chylak, proboszcz z Izb. W jego skład wchodził także ks. Wasyl Kuryło z Florynki jako minister spraw zagranicznych.
Republika została zlikwidowana przez wojska polskie, posuwające się do przymusowego poboru, pacyfikacji i morderstw. Jarosław Kaczmarczyk, Dmytro Chylak i Mykoła Gromasiak w grudniu 1920 zostali aresztowani, a następnie byli sądzeni w 1921 roku pod zarzutem zdrady stanu przez polski sąd (jako obywatele polscy), który uwolnił ich od zarzutów i uniewinnił.